# اي ال (الشعر)

تعديل مصدري - تعديل

اي ال هي إحدى قرى عزلة العبس بمديرية الشعر التابعة لمحافظة إب، بلغ تعداد سكانها 82 نسمة حسب تعداد اليمن لعام 2004.